# Hedon
Hedon – miasto w Wielkiej Brytanii, w Anglii, w regionie Yorkshire and the Humber, w hrabstwie East Riding of Yorkshire. W 2001 r. miasto to zamieszkiwało 6322 osób.